# Hippocampus zosterae
Hippocampus zosterae es una especie de pez de la familia Syngnathidae en el orden de los Syngnathiformes. Su nombre común es caballito de mar enano o pigmeo (dwarf seahorse en inglés).

## Morfología
Los machos pueden llegar alcanzar los 5 cm de longitud total. Los colores varían de los tonos tierra a los amarillos y verdes, negro , naranja o rojo, variando también la trama, que puede ser con estrías, motas y otras variaciones.

## Distribución geográfica
Se encuentra en las Bermudas, el sur de Florida, las Bahamas y el Golfo de México.   